# Карнавал в Майнце

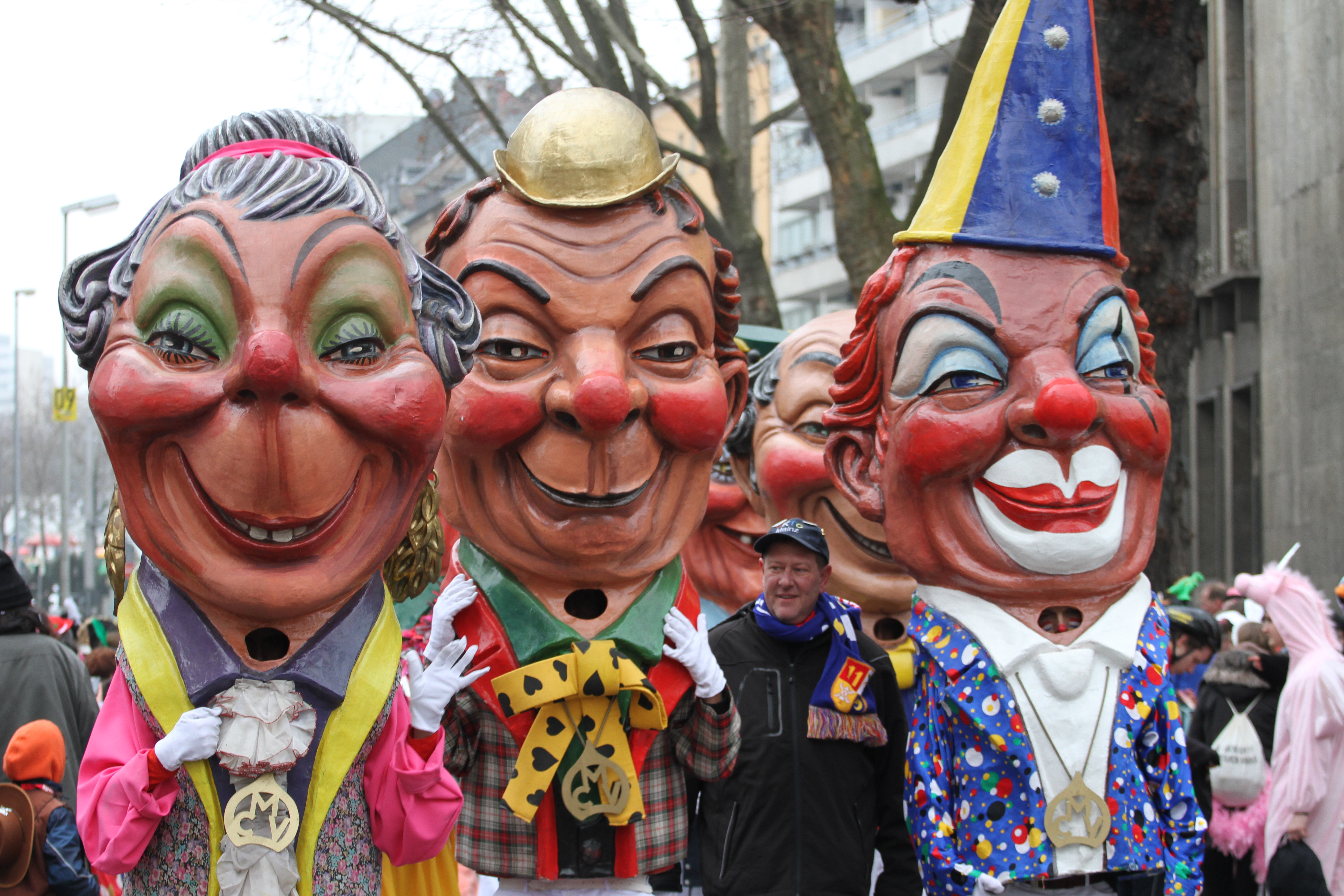
Карнавал в Майнце (2015)

Карнавал в Майнце — одно из карнавальных празднеств на Рейне.

## История
Карнавал начинается 11 ноября, а на часах в этот момент должно быть 11:11 и на балконе особняка Остайн появляется нарядный бургомистр и торжественно объявляет открытым начало «пятого времени года», то есть карнавального периода. По традиции его всегда сопровождает карнавальная троица: принц, дама и крестьянин. и продолжается до начала предпасхального поста. Традиция известна со времён римских легионеров. Новая история карнавала ведёт отсчёт с 1837 года, когда по инициативе коммерсанта Николая Кригера состоялось первое после большого перерыва карнавальное шествие. В 1838 году было основано Карнавальное общество Майнца. Кульминацией карнавала является маскарадное шествие «Розовый понедельник» — в отличие от кёльнского карнавала, на котором маскам предпочитают раскрашенные лица.
Майнцкий карнавал знаменит своими карнавальными заседаниями. Для празднеств используются залы Райнгольдхалле и бывший дворец курфюрста. Здесь выступают «майнцкие карнавальные придворные певцы», отсюда транслируются знаменитые телепередачи. Карнавал в Майнце является одним из «героев» романа Карла Цукмайера «Исповедь накануне поста».